# 2010年亚洲运动会塔吉克斯坦代表团
2010年亚洲运动会塔吉克斯坦代表团一共有68名运动员参赛，其中男运动员48人，女运动员20人。
奖牌榜：
| 名次 | 代表团  | 金牌 | 银牌 | 铜牌 | 总数 |
| ---- | ------- | ---- | ---- | ---- | ---- |
| 28   | （TJK） | 1    | 0    | 3    | 4    |

## 奖牌获得者

### 金牌
1. 迪尔绍德-纳扎罗夫：田径 - 男子链球

### 铜牌
1. 贾洪-库尔博诺夫：拳击 - 男子91公斤级
2. 穆拉德忠-图伊奇耶夫：摔跤 - 男子古典式120公斤级
3. 拉苏尔-博基耶夫：柔道 - 男子73公斤以下级